# Арнсфельт, Рене
Ре́не А́рнсфельт (дат. Rene Arnsfelt; род. 1 июня 1972) — датский кёрлингист и тренер по кёрлингу.
Как тренер мужской сборной Дании участвовал в двух чемпионатах мира среди мужчин.

## Результаты как тренера национальных сборных
| Год  | Турнир                                       | Сборная         | Место |
| ---- | -------------------------------------------- | --------------- | ----- |
| 2005 | Чемпионат мира по кёрлингу среди мужчин 2005 | Дания (мужчины) | 11    |
| 2007 | Чемпионат мира по кёрлингу среди мужчин 2007 | Дания (мужчины) | 11    |